# オットロット
オットロット （Ottrott）は、フランス、グラン・テスト地域圏、バ＝ラン県のコミューン。
オットロットは、白ワインが際立っているアルザスワインの中で、赤ワインのルージュ・ドットロット（fr）で有名である。コミューンは、シャン・デュ・フー（fr）へ向かう20kmあまりのルートの途中に立ち寄る場所である。またサント＝オディール山へ向かう者はオットロットの森の中を4.4km行く。

## 地理
オットロットはアルザスワイン街道（fr）途上にある。オベルネの西5kmほど、ストラスブールの南西およそ30kmにある。標高700mのエルスベールおよび標高764mのサント＝オディール山の麓にある観光の村である。
コミューン領域の大半である2500ヘクタールは森林で覆われている。村はヴォージュ山脈のサント＝オディール山側、アーン渓谷によってアルザスの平野に面している。
オットロットとコミューンのサン＝ナボールの境界は、火砕岩を産出するオットロット＝サン＝ナボール採石場である。

## 由来
村の名が初めて現れるのは1059年、神聖ローマ皇帝ハインリヒ4世の命令でストラスブール大司教にあててラテン語で記された、villa Otonis, quae dicitur Ottenrodenにおいてである。それはオトンまたはオットーという騎士が非常に山深い所に定住していたことを記している。別の説では、オトンの貯蔵庫を意味するOt-Trottからオットロットとなったとしている。

## 歴史
オットロットは1858年に2つのコミューン、オットロット＝ル＝バとオットロット＝ル＝オーが合併して誕生した。合併の記念として、1861年に建てられた市庁舎のファサードには2つの元コミューンの紋章が飾られている。

## 人口統計
| 1962年 | 1968年 | 1975年 | 1982年 | 1990年 | 1999年 | 2006年 | 2007年 |
| ------ | ------ | ------ | ------ | ------ | ------ | ------ | ------ |
| 1043   | 1074   | 1115   | 1303   | 1501   | 1513   | 1656   | 1636   |

参照元:CassiniとInsee

## 姉妹都市
- ゼーバッハ・イン・シャルツヴァルト、ドイツ
- ソーシニャック、フランス